# Masatoshi Koshiba
En aquest nom japonès, el cognom és Koshiba.
Masatoshi Koshiba (japonès: 小柴 昌俊)  (Toyohashi, 19 de setembre de 1926 - Tòquio, 12 de novembre de 2020) fou un físic i professor universitari japonès guardonat amb el Premi Nobel de Física l'any 2002.

## Biografia
Va néixer el 19 de setembre de 1926 a la ciutat japonesa de Toyahashi, situada a la Prefectura d'Aichi. Va estudiar física a la Universitat de Tòquio, on es llicencià el 1951. L'any 1955 aconseguí el doctorat a la Universitat de Rochester, situada als Estats Units. Entre 1960 i 1987 fou professor de física a la Universitat de Tòquio, i entre aquell any i el 1997 a la Universitat Tokai.

## Recerca científica
A la dècada del 1980 Koshiba, continuant els treballs iniciats pel químic nord-americà Raymond Davis Jr., va construir un detector subterrani del neutrí en una mina del zenc al Japó. Anomenat Kamiokande II fou un tanc d'aigua enorme envoltat pels detectors electrònics per a detectar els flaixos de llum produïts quan els neutrins van interaccionar recíprocament amb els nuclis atòmics en molècules d'aigua.
Koshiba confirmà la idea principal de Davis, que el sol produeix els neutrins però que ho fa en una quantitat ínfima, el que anomenà problema solar del neutrí. L'any 1987 Koshiba detectà nous neutrins gràcies a l'observació astronòmica de l'explosió d'una supernova a l'exterior de la Via Làctia. Posteriorment feu construir un detector més gran, que va anomenar Super-Kamiokande, i que és en funcionament des de 1996 i gràcies al qual Koshiba pogué descriure com els neutrins ja detectats, dels quals es coneixen tres tipus, canvien a un tipus en el seu desplaçament a través de l'espai.
L'any 2002 fou guardonat amb la meitat del Premi Nobel de Física, meitat que compartí amb el nord-americà Raymond Davis Jr., per les seves contribucions, pioneres, a l'astrofísica, en particular en la detecció de neutrins còsmics. L'altra meitat del premi anà a parar a mans del físic italià Riccardo Giacconi per les seves contribucions en el descobriment de fonts còsmiques de raigs X.